# Johanna Almgren
Johanna Almgren (Borås, 22 de março de 1984, é uma futebolista sueca, que atua como média..

## Carreira
Johanna Almgren fez parte do elenco da Seleção Sueca de Futebol Feminino, nas Olimpíadas de 2008 e 2012. 

## Clubes
- Bälinge IF
- Bytorps IF
- Borås GIF
- Göteborg FC

## Títulos
- Copa da Suécia de Futebol Feminino – 2011, 2012